# Fuente de Cantos
Fuente de Cantos es un municipio español perteneciente a la provincia de Badajoz (comunidad autónoma de Extremadura).
Fuente de Cantos se sitúa en el eje de la Vía de la Plata. El núcleo está asentado sobre una orografía ondulada con la que se inician las estribaciones de Sierra Morena. El paisaje lo encontramos cubierto de viñedos y olivares alternando con dehesa y trigales.
Fuente de Cantos alcanza sobre todo su renombre universal por ser la cuna de Francisco de Zurbarán. El inmortal pintor barroco nació en este municipio, en cuya parroquia fue bautizado el 7 de noviembre de 1598.

## Geografía
Integrado en la comarca de Tentudía, se sitúa a 98 kilómetros de la capital provincial. El término municipal está atravesado por la Autovía Ruta de la Plata (A-66) y por la carretera nacional N-630, entre los pK 699 y 711, además de por la carretera autonómica EX-202, que conecta Segura de León y Bienvenida, y por otras carreteras locales que permiten la comunicación con Medina de las Torres, Calzadilla de los Barros, Llerena, Montemolín, Calera de León y Valencia del Ventoso.  
| Noroeste: Medina de las Torres               | Norte: Calzadilla de los Barros | Nordeste: Bienvenida |
| Oeste: Valencia del Ventoso y Segura de León |                                 | Este: Llerena        |
| Suroeste: Cabeza la Vaca y Calera de León    | Sur: Monesterio                 | Sureste: Montemolín  |

El relieve del municipio es predominantemente llano, aunque levemente ascendente hacia el sur y con algunas zonas más montuosas que forman ya parte de las estribaciones de Sierra Morena. El río Bodión desciende de sur a noroeste, recibiendo algunos arroyos, destacando el arroyo Bodión Chico. El puerto de San Bernabé (566 metros), en la carretera EX-202,  hace de límite con Segura de León. La altitud oscila entre los 675 metros al sur (Alto de las Zorreras) y los 450 metros a orillas del río Bodión. El casco urbano se alza a 580 metros sobre el nivel del mar. 

## Demografía
Fuente de Cantos cuenta con una población de 4592 habitantes (INE 2024).
| Gráfica de evolución demográfica de Fuente de Cantos entre 1842 y 2021                                                |
| |
| Población de derecho según los censos de población del INE. Población de hecho según los censos de población del INE. |

## Economía
Su economía se basa fundamentalmente en el sector primario: cultivos de secano y crianza de ganado.

## Patrimonio
- Iglesia parroquial de Nuestra Señora de la Granada, dependiente de la archidiócesis de Mérida-Badajoz.[3] Edificio que data del siglo XV y es de estilo barroco. Destaca su retablo, obra de Manuel García de Santiago.
- El convento de las Carmelitas data del siglo XVII.
- La ermita de Nuestra Señora de la Hermosa, data del siglo XVIII y cobija a la patrona del pueblo.
- La ermita de San Juan de Letrán, data del siglo XVI.
- Antiguo convento de San Diego de frailes franciscanos descalzos, data de finales del siglo XVI.
- Antiguo convento de Ntra. Sra. de la Concepción, data del siglo XVI.
- Antigua Ermita de Ntra Sra. de la Aurora.
- Ermita del Santo Cristo.
- Ermita de San Isidro Labrador, situada en la pradera de San Isidro a unos 7 km de la localidad.
- Otros de los monumentos históricos son los yacimientos arqueológicos de "Los Castillejos", compuesto por dos cerros con sendos yacimientos. En el primero y más alto de ellos se encuentra uno de los yacimientos más significativos del Calcolítico de Extremadura, cercado por una muralla en el que se pueden ver restos de cabañas. En el segundo de los cerros se encuentra un poblado prerromano perfectamente conservado, con viviendas, calles y una muralla pentagonal que recorre parte del Cerro. Otros yacimientos arqueológicos con los que contaba la localidad databan de la época romana, pero fueron documentados en excavación y desmontados para la construcción de la autovía A-66 en el año 2004.
- Casa-Museo de Francisco de Zurbarán. Su casa natal ha sido rehabilitada y dispone de la tecnología para trasladar al visitante a la época del pintor extremeño. Pertenece a la red de Museos de Identidad de Extremadura.[4]

## Concursos de pintura
En honor a los dos pintores nacidos en la villa, se celebran anualmente sendos concursos de pintura. El primero de ellos, celebrado a principios del mes de junio, es el concurso nacional de pintura al aire libre Francisco de Zurbarán y el segundo es el Concurso Nacional de pintura Nicolás Megía. 
Además, en la localidad se celebra anualmente el concurso de relatos breves villa de Fuente de Cantos. La fecha suele ser a finales del mes de diciembre.

## Fiestas
- Semana Santa, de una gran belleza y patrimonio cultural.
- Fiesta de la chanfaina, declarada de interés turístico regional. De carácter gastronómico, se celebra el último domingo de abril, .
- La romería de San Isidro Labrador, declarada de interés turístico regional, se celebra en la semana del 15 de mayo en una explanada a unos 6 kilómetros de la localidad, donde se encuentra la ermita del Santo. Tiene un carácter eminentemente popular.
- La Feria, que se celebra durante la semana del 15 de agosto y que destaca la afluencia de emigrantes naturales de la localidad.
- Las fiestas en honor de la patrona de la localidad, Nuestra Señora de la Hermosa, cuyo día mayor es el 8 de septiembre.
- El carnaval, celebrado normalmente a finales de febrero o principios de marzo
- Fiesta de San Juan, se celebra el sábado más próximo al día de San Juan, es de gran auge popular, y se celebra en el barrio que lleva el nombre del Santo.

## Camino de Santiago
Desde finales del siglo XX adquirieron gran importancia la difusión de los diferentes Caminos de Santiago.  El de la Vía de la Plata, pasa por Fuente de Cantos.